# Iracema (kommun i Brasilien, Roraima)
Iracema är en kommun i Brasilien.   Den ligger i delstaten Roraima, i den nordvästra delen av landet, 2 600 km nordväst om huvudstaden Brasília. Antalet invånare är 8 676.
I omgivningarna runt Iracema växer i huvudsak städsegrön lövskog. Trakten runt Iracema är nära nog obefolkad, med mindre än två invånare per kvadratkilometer.